# Madridski univerzitet Komplutense
Madridski univerzitet Komplutense ili Komplutensijanski univerzitet u Madridu (šp. Universidad Complutense de Madrid; lat. Universitas Complutensis Matritensis), skraćeno Komplutense, javni je istraživački univerzitet u Madridu u Španiji i jedan od najstarijih univerziteta na svetu. Univerzitet pohađa preko 86,000 studenata i redovno se uvrštava u sami vrh među institucijama visokog obrazovanja u Španiji. Prema španskim novinama El Mundo Komplutense je najprestižnija institucija visokog obrazovanja u zemlji. Od svog osnivanja, privukао je brojne naučnike, intelektualce i studente iz cele Španije i sveta, uspostavljajući se kao jedan od glavnih međunarodnih centara učenja. Kraljevskim dekretom iz 1857. godine, Univerzitet u Madridu je bio prva i jedina institucija u Španiji ovlašćena da dodeljuje doktorske diplome širom Španskog carstva. Godine 1909, Univerzitet u Madridu postao je jedan od prvih univerziteta na svetu koji je ženi dodelio zvanje doktora.
U sedam Vekova dugoj istoriji istaknuti studenti ovoga univerziteta bili su i Ignasio de Lojola, Federiko Garsija Lorka, Pedro Kalderon de la Barka, Santijago Ramon i Kahal, Žil Mazaren i mnogi drugi. Pohađalo ga je i 7 dobitnika Nobelove nagrade, 18 dobitnika Nagrade princeze od Asturije, 7 dobitnika Nagrade Miguel de Cervantes za književnost na španskom jeziku, komesari u Evropskoj komisiji, predsednik Evropskog parlamenta, glavni sekretar Evropskog veća, članovi izvršnog odbora Evropske centralne banke, generalni sekretar NATO-a, generalni direktor Uneska, upravni direktor MMF-a kao i šefovi država i vlada. Godine 1785. Komplutenski univerzitet u Madridu je bio prvi univerzitet u svetu koji je dodelio akademsku titulu doktorata ženskoj studentkinji. Kraljevskim dekretom iz 1857. godine Komplutense je proglašen jedinim univerzitetom u Španskom carstvu sa pravom da dodeljuje doktorate.
U međunarodnom kontekstu, univerzitet ima potpisane sporazume o saradnji sa najprestižnijim univerzitetima kao što su Univerzitet u Oksfordu, Panteon-Sorbone u Parizu, Sapijenca u Rimu, Harvard i Kalifornija, Berkli. Na temelju sporazuma sa Harvardom ustanovljen je i Real Colegio Complutense na Harvardu ili Kraljevski koledž Komplutense na Harvardu sa ciljem razvoja akadmske, intelektualne i naučne saradnje i razmene. Univerzitetska biblioteka u svojoj kolekciji čuva 2,941,815 jedinica, najveća je univerzitetska biblioteka u Španiji i druga najveća ukupno, odmah iza Nacionalne biblioteke Španije. Kralj Huan Karlos I od Španije je 1961. godine, još za vreme diktature, završio studije prava, ekonomije i javne uprave. Njegova ćerka Kristina de Borbon je na ovome univerzitetu završila studije političkih nauka 1989. godine.

## Istorija
Dana 20. maja 1293. godine Sančo IV od Kastilje je nadbiskupu Gonzalu Garcíju Gudielu u Toledu dodelio kraljevsku povelju sa odobrenjem za osnivanje studium generale - a pod nazivom El Estudio de Escuelas de Generales. Sedište tih opštih studija bilo je u gradu Alkala de Enares. Kardinal Francisko Himenez de Cisneros, koji je jedan od bivših učenika, kupio je veliko zemljište na kojem pod njegovim nadzorom izgradeno više zgrada namenjenih radu škole, stvorivši tako prvi kompleks u istoriji koji je namenski sagrađen kao univerzitetski kampus. Kampus je nazvan Civitas Dei ili Božji grad prema knjizi De civitate Dei. Dana 13. aprila 1499. godine kardinal Cisneros je od pape Aleksandra VI dobio papinsku bulu na temelju koje je Komplutense proširen u instituciju univerzitetskog tipa. Papinska bula garantovala je priznavanje stečenih kvalifikacija u celom Hrišćanskom svetu. Bula je takođe preimenovala instituciju u Universitas Complutensis prema Complutumu, latinskom nazivu grada Alkala de Enares u kome se univerzitet originalno nalazio.
Već 1509-1510. akademske godine Komplutense se organizovano u pet glavnih škola: Škola umetnosti i filozofije, Škola teologije, Škola kanonskog prava, Škola filologije i Škola medicine. Tokom XVI i XVII veka Komplutense je postao jedan od glavnih centara akademske izvrsnosti na svetu. Mnogi vodeći naučnici u domenu raznih nauka, umetnosti i politike toga doba su učili ili podučavali u Komplutenseovim predavaonicama. Posebni koledži stvoreni su za studente inostranog porekla, kao što su to bili flamanski ili irski studenti.

## Studenti Komplutensijskog univerziteta
- Žil Mazaren
- Federiko Garsija Lorka
- Pedro Kalderon de la Barka
- Klara Kampoamor
- Havijer Solana
- Koncepcion Arenal
- Ignasio de Lojola
- Lope de Vega
- Fransisko de Kevedo
- Hasinto Benavente
- Havijer Marijas
- Mario Vargas Ljosa
- Migel de Unamuno
- Hose Ortega i Gaset
- Santijago Ramon i Kahal
- Alehandro Amenabar
- Luis Bunjuel

## Međunarodne rang-liste
U Šangajskoj rang listi, UCM je rangiran među 300 najboljih u svetu i među prva 3 španska. Na QS svetskoj rang listi univerziteta, UCM je #226 u svetu, #85 u Evropi i #4 u Španiji. Na rang listi institucija SCImago, UCM je #175 u svetu, #79 u istraživanju i #3 u Španiji. Osim toga, na međunarodnom nivou je u prvih 3% ukupno, u prvih 2% u istraživanju i prvih 3% po društvenom uticaju.

## Literatura
- „Complutense University of Madrid”. www.ucm.es. Приступљено 2016-04-20.
- „Univeridad de Alcala”. Архивирано из оригинала 10. 10. 2017. г. Приступљено 12. 07. 2023.
- „Datos y cifras 2012/2013. University of Alcalá. UAH” (PDF) (на језику: шпански). Архивирано из оригинала (PDF) 21. 01. 2021. г. Приступљено 12. 07. 2023.
- Privilege of Sancho IV creating the General Studies in the town of Alcalá de Henares. Royal letter to Archbishop Gonzalo of Toledo. Valladolid: 05/20/1293. Original in the National Historical Archive, Universidades section, folder 1, Document s/n. Архивирано на веб-сајту  (30. август 2021)
- Alonso Carrillo, archbishop of Toledo, awards the first three cathedras of the Alcalá de Henares Studies. Alcalá de Henares: 09/17/1473. Original in the National Historical Archive, Universities, 1097 F, fols. 27v.-28v. Архивирано на веб-сајту  (23. јануар 2022)
- Pope Pius II. Papal Bull providing the three chatedras created in Alcalá by Archbishop Alonso Carrillo de Acuña. Papal bull Cum aliarum verum distributio. Mantua: 07/17/1459 Original in the National Historical Archive, Universidades section, book 1095-F, pp. 9v-11r. Архивирано на веб-сајту  (12. фебруар 2022)
- The legacy of the medieval university. Biblioteca Histórica Marqués de Valdecilla. Exhibitions 500 años de la Bula Cisneriana. June 13, 1999.
- Universidad Complutense de Madrid. Reseña histórica
- Universidad Complutense de Madrid: de la Edad Media al III milenio, Editorial Complutense, 2002, ISBN 9788474916836
- Universidad Central
- „Documento Historia Universidad Alcala”. 8 (2): 241—57. Архивирано из оригинала 2014-03-17. г..]
- Madrid, Universidad de Alcala (UAH) -. „Universidad de Alcala (UAH) - Madrid”. www.uah.es (на језику: шпански). Архивирано из оригинала 2016-03-04. г. Приступљено 2016-04-20.
- „Archived copy” (PDF). Архивирано из оригинала (PDF) 2016-03-04. г. Приступљено 2016-04-24.
- „Ministerio de la Gobernacion” (PDF).
- „Universidad de Alcala”. Архивирано из оригинала 10. 10. 2017. г. Приступљено 12. 07. 2023.

## Spoljašnje veze
- Službena stranica
- International Association of Universities